# Itatiba do Sul
Itatiba do Sul is een gemeente in de Braziliaanse deelstaat Rio Grande do Sul. De gemeente telt 4.521 inwoners (schatting 2009).